# Mala Usora
Mala Usora (ili Usorica) rijeka je u Bosni i Hercegovini.
Izvire ispod planine Borja kao Usorica u pribinićkom zaseoku Lipovčići, petnaestak kilometara zapadno od grada Teslića.  Nakon spajanja s Velikom Usorom kod mjesta Satavci nastaje rijeka Usora, lijeva pritoka rijeke Bosne.
U rijeci ima klena.